# Elijah Winnington
Elijah Winnington (5 mei 2000) is een Australische zwemmer. Hij vertegenwoordigde zijn vaderland op de Olympische Zomerspelen 2020 in Tokio.

## Carrière
Bij zijn internationale debuut, op de Gemenebestspelen 2018 in Gold Coast, veroverde hij samen met Alexander Graham, Kyle Chalmers en Mack Horton de gouden medaille op de 4×200 meter vrije slag. Op de Pan-Pacifische kampioenschappen zwemmen 2018 in Tokio eindigde de Australiër als tiende op de 400 meter vrije slag en als twaalfde op de 200 meter vrije slag, op zowel de 50 als de 100 meter vrije slag strandde hij in de series.
Tijdens de Olympische Zomerspelen van 2020 in Tokio eindigde hij als zevende op de 400 meter vrije slag, op de 200 meter vrije slag werd hij uitgeschakeld in de series. Op de 4×200 meter vrije slag zwom hij samen met Alexander Graham, Mack Horton en Zac Incerti in de series, in de finale legden Graham en Incerti samen met Kyle Chalmers en Thomas Neill beslag op de bronzen medaille. Voor zijn aandeel in de series ontving hij de bronzen medaille.

## Internationale toernooien
| Jaar | Olympische Spelen                                                                              | WK langebaan                              | WK kortebaan                              | PanPacs                                                                        | Gemenebestspelen                          |
| ---- | ---------------------------------------------------------------------------------------------- | ----------------------------------------- | ----------------------------------------- | ------------------------------------------------------------------------------ | ----------------------------------------- |
| 2018 |                                                                                                |                                           | geen deelname                             | 23e 50m vrije slag 29e 100m vrije slag 12e 200m vrije slag 10e 400m vrije slag | 4×200m vrije slag                         |
| 2019 |                                                                                                | geen deelname                             |                                           |                                                                                |                                           |
| 2020 | Geen toernooien vanwege de coronapandemie                                                      | Geen toernooien vanwege de coronapandemie | Geen toernooien vanwege de coronapandemie | Geen toernooien vanwege de coronapandemie                                      | Geen toernooien vanwege de coronapandemie |
| 2021 | 22e 200m vrije slag · 7e 400m vrije slag · 4×200m vrije slag · Winnington zwom enkel de series |                                           | 13-18 december                            |                                                                                |                                           |

## Persoonlijke records
Bijgewerkt tot en met 13 juni 2021
Kortebaan
| Afstand         | Tijd    | Datum             | Plaats    |
| --------------- | ------- | ----------------- | --------- |
| 200m vrije slag | 1.42,77 | 26 oktober 2019   | Boedapest |
| 400m vrije slag | 3.37,45 | 27 september 2020 | Brisbane  |

Langebaan
| Afstand         | Tijd    | Datum        | Plaats   |
| --------------- | ------- | ------------ | -------- |
| 200m vrije slag | 1.45,55 | 13 juni 2021 | Adelaide |
| 400m vrije slag | 3.42,65 | 12 juni 2021 | Adelaide |